# 후막진숭
후막진숭(侯莫陳崇, ? ~ 563년)은 서위(西魏)의 무장이며, 자는 상락(尙樂)이다. 대군(代郡) 무천현(武川縣) 출신이다.

## 생애
북위(北魏)의 전중장군(殿中將軍) 겸 우림감(羽林監) 이었던 후막진흥(侯莫陳興)의 아들로 태어났으며, 형은 후막진순(侯莫陳順)이다. 15세에 이주영(爾朱榮)과 하발악(賀抜岳)이 갈영(葛榮)을 정벌할 당시 참가했으며, 원천목(元天穆)의 부하로 형고(邢杲)를 섬멸하는 데 활약하였다. 그 공으로 건위장군(建威將軍)이 되었으며, 하발악과 함께 낙양(洛陽)에서 원호(元顥)를 격파하는 데 기여하였다.
이후 하발악을 따라 입관하여 적수촉(赤水蜀)을 토벌하였으며, 묵기추노(万俟醜奴)가 기주(岐州)를 습격할 당시 하발악과 함께 출병해 평량(平凉)에서 묵기추노를 생포하여 안북장군(安北將軍) · 태중대부(太中大夫) · 도독(都督)으로 임명되었으며, 임경현후(臨涇縣侯)에 봉해졌다.
그 뒤 534년 후막진열(侯莫陳悅)이 하발악을 살해하자 우문태(宇文泰)에게 의지하였으며, 사귀(史歸)를 토벌하는 데 공헌하며 행원주사(行原州事)를 제수받았다. 이후 후막진열을 평정하여 정서장군(征西將軍)으로 승진했으며, 진주(秦州)의 치안을 안정시키며 광무현백(廣武縣伯)에 봉해졌다.
이후 535년 서위(西魏)가 건국되자 경주자사(涇州刺史)가 되었으며, 여기에 산기상시(散騎常侍)와 대도독(大都督)을 더하였다. 그 뒤 차례로 거기대장군(車騎大將軍), 의동삼사(儀同三司), 표기대장군(驃騎大將軍), 개부의동삼사(開府儀同三司)를 거쳤으며, 팽성군공(彭城郡公)에 봉해졌다. 이후 537년 동위(東魏)의 두태(竇泰)를 대파하고 홍농(弘農)을 점령한 뒤 사원(沙苑)의 전투에서 고환(高歡)과 대치하였으며, 538년 하교(河橋)의 전투에 출전해 공을 세웠다. 그 뒤 541년 글호(契胡)가 배반하자 이를 진압하여 옹주자사(雍州刺史) 겸 태자첨사(太子詹事)에 임명되었으며, 이후 주국대장군(柱國大將軍), 소부(少傅), 영주자사(寧州刺史), 상서령(尙書令)을 거친 뒤 6관이 제정되자 대사공(大司空)으로 승진하였다. 그 뒤 537년 북주(北周)의 우문각(宇文覺)이 제위에 오르자 양국공(梁國公)으로 봉해졌으며, 태보(太保)에 오른 뒤 대종백(大宗伯)과 대사도(大司徒)를 차례로 역임하였다.
그 뒤 563년 실권을 장악하고 있던 우문호(宇文護)의 몰락을 예측했으나 이를 알게 된 우문호의 군사에 집이 포위되어 자살했으며, 시호는 조(躁)로 하였다가 우문호가 주살된 이후 장민(莊閔)으로 고쳤다.